# Kirche St. Kleopas

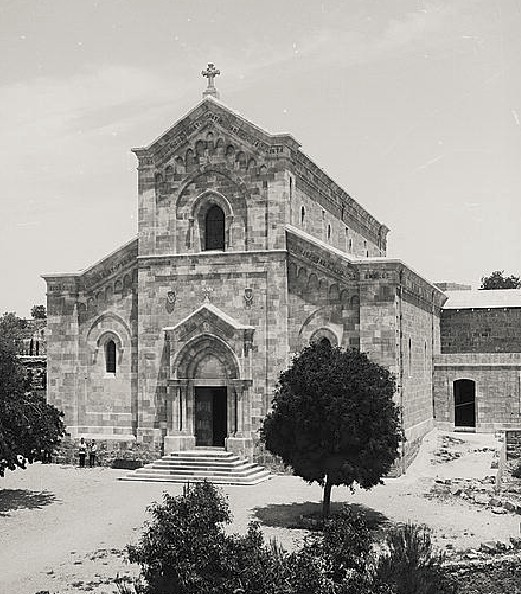
Emmauskirche St. Kleopas

Die Kirche St. Kleopas (engl.: Church of St Cleophas), auch Emmauskirche (Church of Emmaus), ist eine im neuromanisch-gotischen Stil wiederaufgebaute Kirche der Kreuzfahrer und heutige Klosterkirche der Franziskaner in der Ortschaft El Qubeibeh im Westjordanland.

## Geschichte
El Qubeibeh wurde von den Kreuzfahrern 1280 als das im Lukasevangelium (Lk 24,18) erwähnte Emmaus, aus dem Kleopas stammte, angesehen. Davor hatte der Ort bereits mit seinen als castellum emmaus bezeichneten Überresten einer römischen Festung zu den abgabepflichtigen Besitzungen der Jerusalemer Grabeskirche gehört. Das Haus des Kleopas soll unter Kaiser Hadrian (132–135) zerstört, wieder aufgebaut und durch die Perser 616 wieder zerstört worden sein. Über der als Haus des Kleopas betrachteten Stätte wurde eine große dreischiffige dreijochige Basilika mit anschließendem Chorjoch mit Halbkreisapsis erbaut. Auch die Seitenschiffe schlossen in einer Halbkreisapsis. Äußerlich waren Chorapsis und Nebenapsiden gerade geschlossen.
Diese Basilika wurde 1187 wiederum demoliert.
Im 19. Jahrhundert befand sich das Gotteshaus in ruinösem Zustand. Das Langhaus war weitgehend abgetragen, lediglich vom Ostteil mit den drei Apsiden stand noch Mauerwerk in über drei Metern Höhe. Auch die Säulenbasen des Langhauses waren teilweise noch erhalten. Ebenso erhalten hatte sich der steinerne Altar.
1852 wurde durch die Franziskaner die jährliche Wallfahrt hierher wieder aufgenommen. 1861 wurde die Kirchenruine durch die Franziskanerin Pauline de Nicolay um rund 50.000 Goldfranken aufgekauft und den Franziskanern geschenkt. Vor dem Wiederaufbau der Kirche wurden archäologische Ausgrabungen durchgeführt, bei denen die Grundmauern einer kleinen Kapelle und Ruinen eines Kreuzfahrerschlosses gefunden worden sein sollen. 1873 wurde von der Kustodie des Heiligen Landes ein weiterer Teil des Grundstückes gekauft, der den Teil des Heiligtums enthielt. Dort wurden in weiterer Folge drei Apsiden einer byzantinischen Basilika entdeckt und Fundamente eines jüdischen Hauses, in dem sich ein Mosaikboden mit Spuren eines Altars befand und in der mittleren Apsis wurde ein großer, sehr gut erhaltener Altartisch aufgefunden.
Im Mai 1902 erhielt der Orden von Sultan Abd al-Hamid II. die Erlaubnis zum Wiederaufbau der Kirche, der dann genau entsprechend den Ausmaßen der Kreuzfahrerkirche ausgeführt wurde.
Die sterblichen Überreste von Pauline de Nicolay wurden am 20. September 1902 in die Kirche gebettet und ein Grabmal aus hellgrauem Marmor errichtet. Am 19. März wurde von Ferdinando Giannini die Altäre des hl. Kleopas und des hl. Simeon und der Altar beim ehemaligen Haus des Kleopas eingeweiht. Am 24. November 1909 wurde der Kirchturm vollendet. Am 17. März 1920 wurde die Kirche von Papst Benedikt XV. zur Basilica Minor erhoben.
Heute gehört die Kirche zur Custodia Terrae Sanctae der Franziskaner im Heiligen Land.